# Anita Brägger
Anita Belz-Brägger (* 6. Oktober 1972) ist eine ehemalige Schweizer Leichtathletin, spezialisiert auf den Mittelstreckenlauf.
Sie war vielfache Siegerin an Schweizer Meisterschaften und konnte sich mehrmals für internationale Grossanlässe qualifizieren. 2005 setzte ihr eine Pollenallergie und eine Kehlkopfentzündung zu, worauf sie im Oktober jenes Jahres ihren Rücktritt vom Spitzensport bekannt gab. Anita Brägger war zu ihren Wettkampfzeiten 1,71 m gross und hatte ein Wettkampfgewicht von 58 kg. Sie heiratete den Langstreckenläufer Christian Belz, zusammen haben sie drei Töchter und lebten 2020 in Ittigen. Nach 17 Jahren Arbeit in einem Architekturbüro trat sie eine Arbeitsstelle bei Fairtiq an.

## Erfolge
- 1993: Schweizer Meisterin 800-Meter-Lauf
- 1994: Schweizer Meisterin 800-Meter-Lauf
- 1995: Schweizer Meisterin 800-Meter-Lauf
- 1997: Schweizer Meisterin 800-Meter-Lauf
- 1998: Schweizer Meisterin 800-Meter-Lauf
- 1999: Schweizer Meisterin 800-Meter-Lauf
- 2000: Schweizer Meisterin 400-Meter-Lauf
- 2001: Schweizer Meisterin 400-Meter-Lauf; Halbfinal Leichtathletik-Weltmeisterschaften
- 2003: Halbfinal Leichtathletik-Weltmeisterschaften

## Persönliche Bestleistungen
- 800-Meter-Lauf: 1:59,66 min, 4. Juli 2001 in Lausanne, Platz 2 ewige Schweizer Bestenliste (hinter Sandra Gasser), nur vier Schweizerinnen liefen bis 2020 die 800 Meter in unter zwei Minuten[2]
- 400-Meter-Lauf: 53,26 s, 1. Juli 2001 in Genf